# Kita Borowa

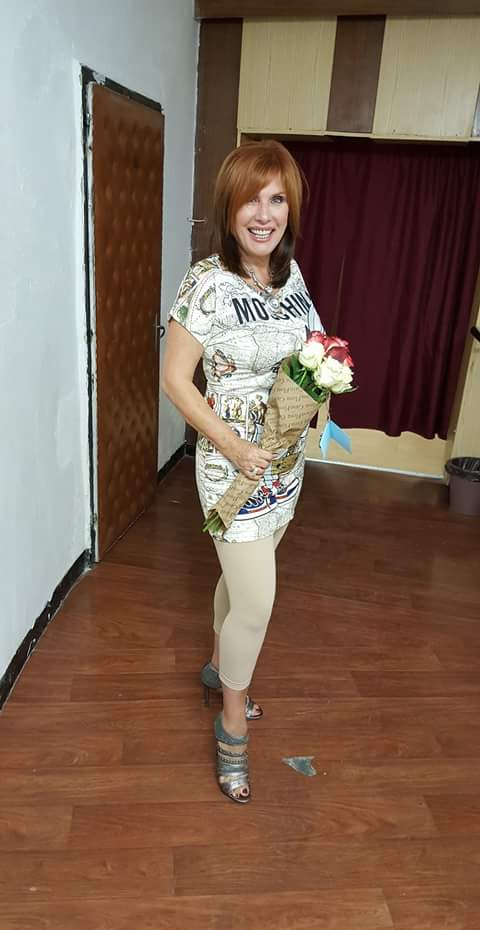
Kita Borowa

Kita Borowa (geboren vor 1977) ist eine bulgarische Sängerin.
Sie stammt aus Burgas und war bereits als Kind eng mit Musik verbunden. So lernte sie bereits mit 5 Jahren das Spielen der Violine, sang später im Schulchor und in Amateurbands und studierte Gesang an der Fakultät für Unterhaltungsmusik am Konservatorium Sofia. Danach entwickelte sie sich zu einer erfolgreichen Pop-Sängerin Bulgariens. 
In der DDR trat sie beispielsweise in der TV-Sendung Klock 8, achtern Strom 1977 auf. 1979 gastierte sie beim Internationalen Schlagerfestival in Dresden. 1983 erschien nach einer mehrwöchigen Gastspielreise durch Griechenland ihre erste Langspielplatte bei Balkanton.